# Гончарук Віктор Олександрович
Ві́ктор Олекса́ндрович Гончару́к (* 2 березня 1954, селище Гуково (тепер місто) Звєрєвського району Ростовської області, Росія) — український поет, журналіст. Член Національної спілки письменників України (1999).

## Біографічні відомості
Дитинство пройшло в селищі Сахкамінь Кам'янець-Подільського району. Закінчив 1969 року Сахкамінську восьмирічну школу, 1973 року — маркшейдерське відділення Кам'янець-Подільського індустріального технікуму, 1982 року — заочно факультет журналістики Київського університету.
Служив у армії. Працював інженером-маркшейдером на Новгородському цегельному заводі, кореспондентом міської газети «Дзержинский шахтёр» на Донеччині, у 1978—1982 роках редактором багатотиражки Кам'янець-Подільського педагогічного інституту «Радянський студент».
Від 1982 року живе в Чемерівцях, працює в районній газеті «Нове життя», нині заступник редактора, відповідальний секретар.

## Творчість
Почав віршувати у сьомому класі. 1984 року дебютував добіркою віршів у журналі «Жовтень» (№ 11).
Автор збірок поезій «Літо спілих суниць», «Запали свічку», «Чорне яблуко», «До калини серцем пригорнусь», «Лети, фантазіє одвічна!», «Народження раба», «Три місяці красного літа», «Батьків годинник», «Холодний попіл», «Диво золоте і неповторне», «Музика дороги», «Симфонія лісу», «Іменини дощу», «Добридень, Українонько моя!».
Видав збірки поезій:
- «Літо спілих суниць» (1991),
- «Запали свічку» (1993),
- «Чорне яблуко» (1995),
- «До калини серцем пригорнусь…», «Лети, фантазіє одвічна», «Народження раба», «Три місяці красного літа» (всі чотири — 1998),
- «Батьків годинник», «Холодний попіл» (1999),
- «Диво золоте і неповторне» (2000),
- «Музика дороги», «Симфонія лісу» (2001),
- «Іменини дощу», «Пам'ятник душі» (2002),
- «Добридень, Українонько моя!» (2003),
- «Ікона сонця» (2004),
- «Гніздо без пташки», «Яка гарна земля!» (2005),
- «Поцілунок калини», «Я пив горілку, наче мед» (2006),
- «Мелодія білих твоїх каблучків», «Азбука долі» (2007),
- «День у смокінгу», «Весілля свічки», «Свято журавлів», «Я до сльози твоєї, мамо, не доріс» (2008),
- «Де моляться мої лелеки» (перша книжка вибраних поезій), «Королева ночі», «Чужа»,  «Вінок катренів», «Сад сопілок» (2009),
- «Слуга землі» (2010),
- «Я собаці сльозу витирав…»,«Уроки правди»,«Із самого денця»,«Добриденькаю кожній людині», «Відлуння ХХ століття» (поезії 1974-2001 років),
- «Пролісок ХХІ століття». Поезії 2001-2010 років (2011),
- «Соняхи у казковому городі» (вірші, оповідання, жарти для дітей), «Арена життя», «Автограф України», «На Подільській землі» (2012),
- «Балади про наші реалії»,
- «Я тут живу» (2013),
- «На землі, що гойдає мій час» (книга вибраних поезій),
- «Чемеровеччина та її люди» (публічне видання) (2014),
- «Сто пісень Віктора Гончарука»,
- «Матуся на землі – найбільше щастя, «Матуся у землі – найбільший біль» (2015),
- «На рідній Чемеровеччині»  (публічне видання),
- «65 пісень Віктора Гончарука» до його 65-річчя (2017),
- «Буквар життя» у двох книгах (2019),
- «Беру  у сонця інтерв’ю»,
- «Молитва олівця» (книги поезій),
- «Цукерка ночі» (2021),
- «Дарую людям казку доброти»,
- «Прелюдія для нелюдів» ( вірші про війну),
- «Свято тиші» (книга поезій),
- «Вночі творю День-Храм краси, або де пахне музика конвалій» (книга поезій),
- «Зорі щастя з ароматом кави» (книга поезій) (2023),
- «Гімн вдячності,або Зворушлива музика душі» (книга поезій),
- «Дерево-скрипка,або Автограф Миру» (книга поезій),
- «Алгоритми колориту,або Де харизми моїх хризантем» (книга поезій),
- «Голос тиші,або Троянди грають на роялі» (книга поезій) (2024).

Вийшли збірочки віршів для дітей "Є у мене парасолька" (2003), "Я уже велика стала" (2005), "Віталько" (2006), "Їжачок танцює гопачок" (2008), "Я – Валерія, Я – Лера" (2017).
У 2007 році побачила світ книжечка оповідань для дітей "Білочка".
У 2000 році вийшла збірка оповідань та гуморесок "Фіалочка", у 2006 році вийшла збірка оповідань про кохання "Гастролерка".
Автор книжок публіцистики і поезії "Доброта" (2003), "Бо ти на землі людина" (2005).
Упорядкував, відредагував і видав альманах «Літературна Чемеровеччина» (2010). Альманах побачив світ у 2023 році.                                                                                                                                                                                                   
У 2009 році вийшла книжка про творчість Віктора Гончарука (рецензії, відгуки) «Я так люблю, коли душа звучить!».
- Літературна Хмельниччина XX століття: Хрестоматія. — Хмельницький, 2005. — С. 528—532.